# Vallone di Grauson
Il Vallone di Grauson (pron. francese Grosòn - AFI: [ɡʁozɔ̃]; è presente l'ortografia omofona Groson; in francese, Vallon de Grauson) è una valle secondaria della Val di Cogne. Ha lo stesso nome del Monte Grauson che si trova alla sua testata.

## Caratteristiche
La val di Cogne, poco prima dell'abitato di Veulla (chef-lieu), si suddivide in alcuni valloni: verso Sud la Valnontey che porta alle pendici del Gran Paradiso, verso Nord il vallone di Grauson, verso Est si trovano invece il Vallone dell'Urtier e la Valeille. Il vallone, partendo dall'abitato di Cogne, si sviluppa prima in direzione nord-ovest e poi ovest. Resta contornato a nord dal Vallone delle Laures, a nord-est dal Vallone di Saint-Marcel, ad est dalla Val Clavalité, a sud dal Vallone dell'Urtier e ad ovest dal solco principale della Val di Cogne.

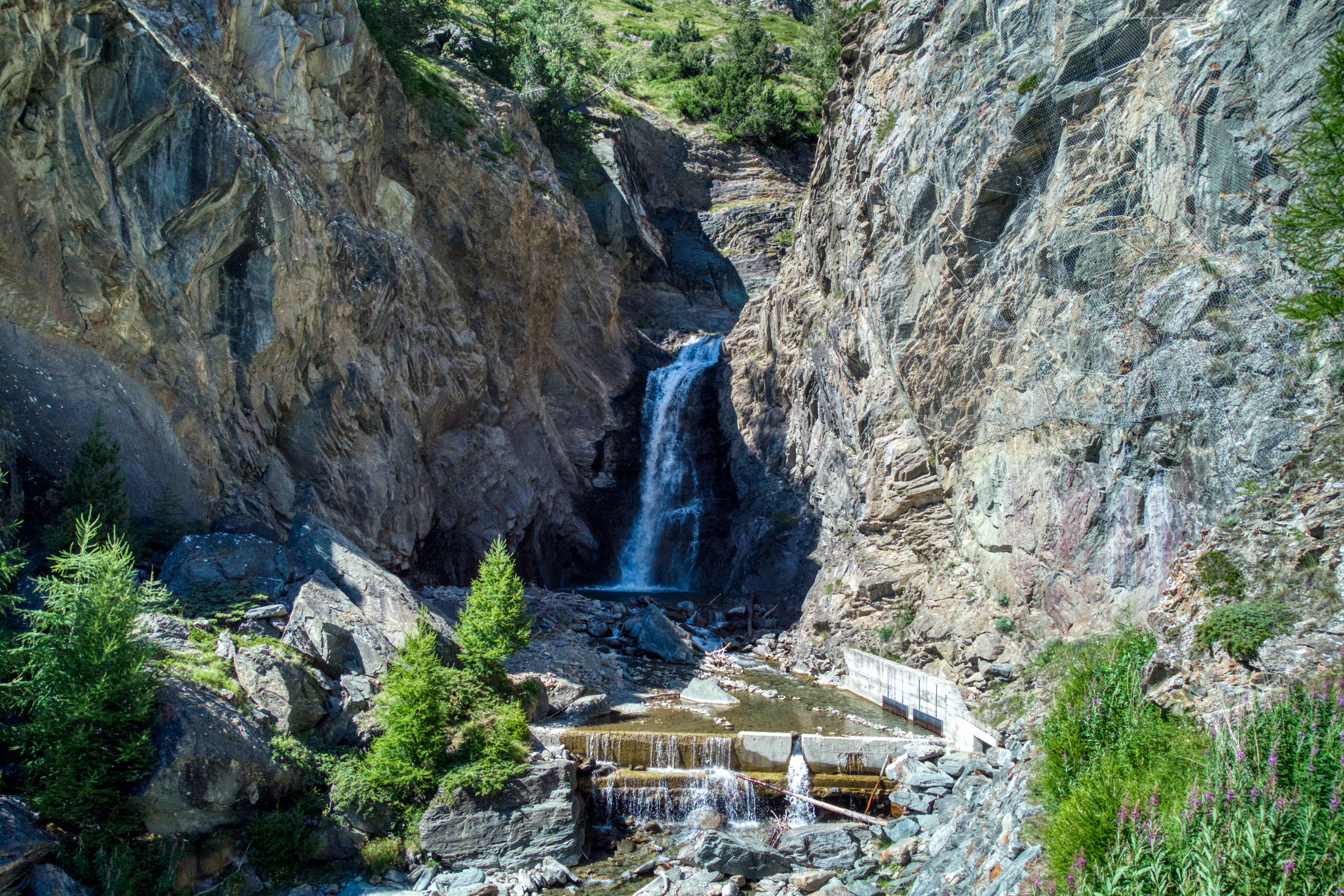
Cascate di Pila

## Monti

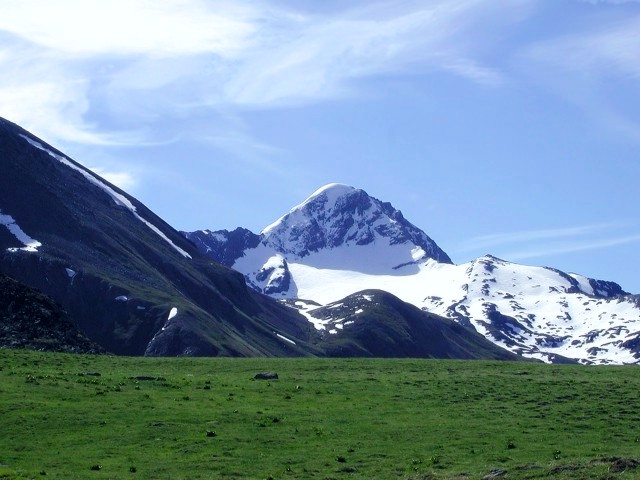
Punta Tersiva

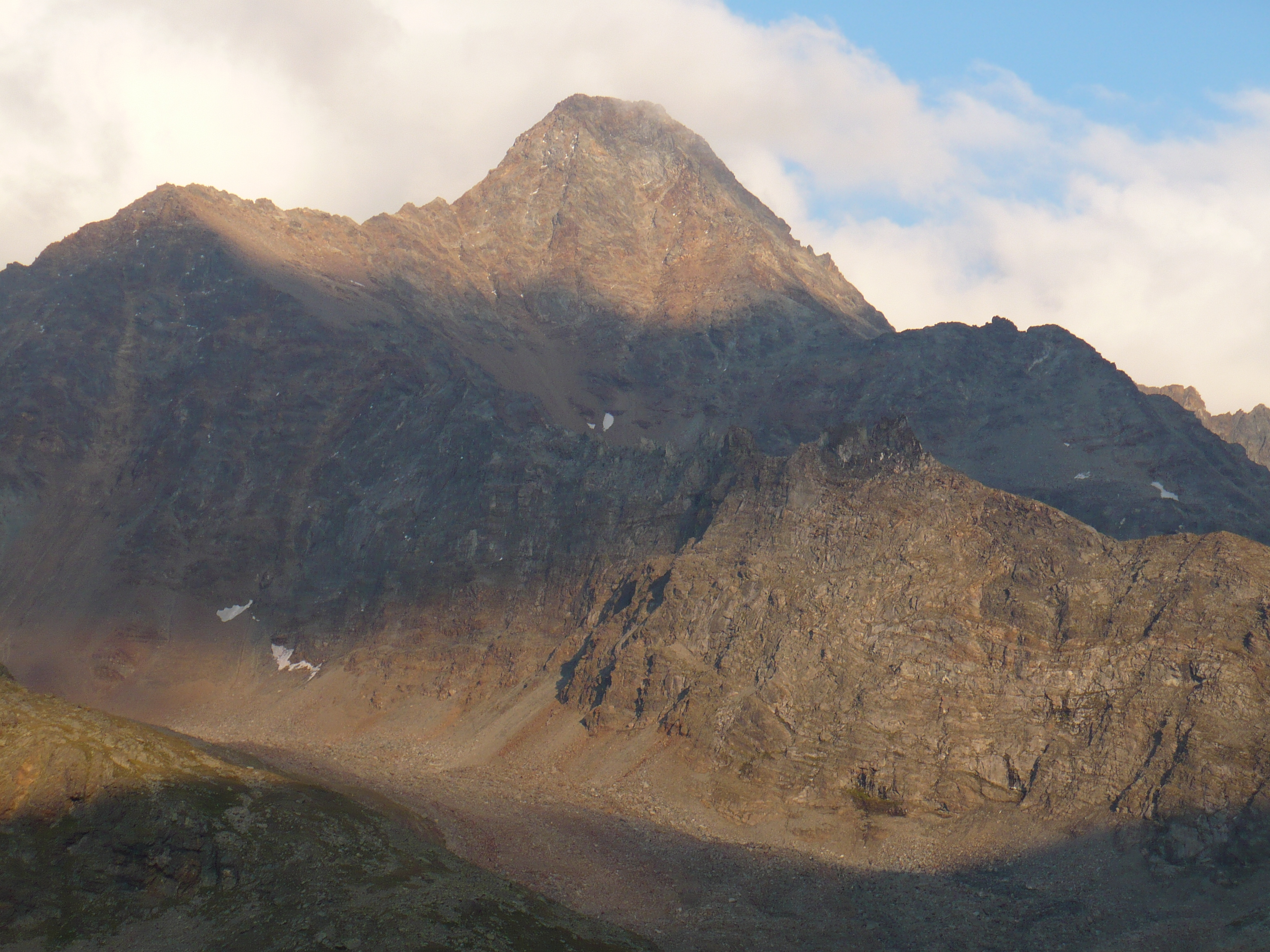
Punta Garin

Le montagne principali che contornano il vallone sono:
- Punta Tersiva - 3.513 m - sullo spartiacque con la Val Clavalité ed il Vallone dell'Urtier
- Punta Garin - 3.448 m - sullo spartiacque con il Vallone di Arpisson, laterale della Val di Cogne, ed altri valli minori
- Punta Rossa dell'Emilius - 3.401 m
- Punta delle Laures - 3.367 m - sullo spartiacque con il Vallone delle Laures
- Punta di Leppe - 3.306 m - sullo spartiacque con il Vallone di Laures e con il Vallone di Saint-Marcel
- Penne Blanche - 3.254 m - sullo spartiacque con il Vallone dell'Urtier
- Monte Grauson - 3.240 m - del tutto inglobato nel vallone
- Pointe Coupée - 3.214 m - sullo spartiacque con il Vallone dell'Urtier
- Pointe Jean Vert - 3.148 m - sullo spartiacque con il Vallone di Saint-Marcel
- Mont des Laures - 3.121 m - sullo spartiacque con il Vallone delle Laures
- Punta Laval - 3.102 m - sullo spartiacque con il Vallone di Saint-Marcel
- Punta di Arpisson (fr. Pointe d'Arpisson) - 3.030 m - sullo spartiacque con il Vallone di Arpisson

## Sito di interesse comunitario
Il Vallone di Grauson è stato riconosciuto sito di interesse comunitario con codice SIC IT1205064 per una superficie di 489 ettari.